# Boniface de Challant (évêque de Sion)
Pour les articles homonymes, voir Boniface de Challant, Boniface et Challant.
Boniface de Challant, né dans la décennie 1240 et mort à Sion le 13 juin 1308, est un ecclésiastique valdôtain, évêque de Sion (1289-1308).

## Biographie

### Origines
Boniface de Challant est le troisième fils Godefroi Ier, seigneur de Challant et de Fénis, vicomte d'Aoste, et de son épouse Béatrice de Genève, probable fille ou parente de Guillaume II, comte de Genève. Son frère aîné, Ebal, devient vicomte d'Aoste ; ses deux autres frères Pierre († 1287) archevêque élu de Lyon et Aymon évêque d'Aoste, puis de Verceil.

### Évêque et seigneur féodal
Boniface commence sa carrière comme curé de Châtillon, puis, en 1283, devient chanoine de la chanoines de la Primatiale Saint-Jean. 
Chapelain pontifical en 1289, il est élu la même année sur le siège épiscopal de Sion, vacant depuis deux ans. Il est ainsi Prince d'Empire, seigneur de Principe de Sion et Préfet et comte du Valais. Il dirige son diocèse comme un véritable fief.
Il fait commencer la construction près de Sion du château de Tourbillon qu'il dote d'une chapelle. En 1293, il exige du comte Amédée V de Savoie l'hommage lige pour le château de Chillon et de la châtellenie de Montreux. 
Dès 1294 et jusqu'en 1299, il agit plus comme un seigneur féodal que comme un pasteur et mène plusieurs guerres contre les seigneuries limitrophes du domaine épiscopal. Il s'oppose notamment à Pierre IV de la Tour, qu'il bat à Louèche en 1294. Il le fait emprisonner et finalement le gracie. Il fait la guerre au comte de Savoie et conquiert la place forte de Riddes qu'il rase jusqu'au sol. Il finit par conclure une paix avec le prince de Savoie, le 30 décembre 1301.
Néanmoins, il ne perd pas de vue les devoirs de sa charge et il fonde et dote l'hospice de Brigue par un acte du 23 mars 1304. Il publie des statuts diocésains pendant le synodes qu'il tient en 1300, 1303 et 1305. Il développe également l'économie de son petit état féodal et conclut un accord de commerce avec la seigneurie de Milan en 1291, un traité de combourgeoisie avec Berne puis réglemente le transfert de marchandises par le col du Simplon en 1307.
Boniface meurt à Sion le 13 juin 1308.

### Articles externes
- Diocèse de Sion
- Histoire du Valais